# Антомоново
Антомо́ново — деревня в Доможировском сельском поселении Лодейнопольского района Ленинградской области.

## История
На карте Санкт-Петербургской губернии Ф. Ф. Шуберта 1834 года упоминается деревня Антомонова, состоящая из 24 крестьянских дворов и ветряной мельницы.

АНТОМАНОВА — деревня принадлежит Казённому ведомству, число жителей по ревизии: 61 м. п., 70 ж. п. (1838 год)

Как деревня Антомонова из 24 дворов она отмечена на карте Ф. Ф. Шуберта 1844 года.

АНТОМАНОВА — деревня Ведомства государственного имущества, по просёлочной дороге, число дворов — 27, число душ — 74 м. п. (1856 год)

АНТОМАНОВО — деревня казённая при реке Малой Ояте, число дворов — 31, число жителей: 72 м. п., 78 ж. п. (1862 год)

Согласно военно-топографической карте Санкт-Петербургской и Новгородской губерний 1863 года деревня называлась Антомонова.
В конце XIX — начале XX века деревня административно относилась к Доможировской волости 3-го стана Новоладожского уезда Санкт-Петербургской губернии.
По данным «Памятной книжки Санкт-Петербургской губернии» за 1905 год село Антоманово вместе с деревнями Викшиньга, Лакомщина, Селюгино и Шишино образовывали Антомановское сельское общество.
По данным «Памятной книжки Санкт-Петербургской губернии» за 1914 год в Антоманове была земская школа.
В 1917 году деревня входила в состав Доможировской волости Новоладожского уезда.
С 1917 по 1924 год в составе Антомановского сельсовета Пашской волости Волховского уезда.
С 1924 года в составе Доможировского сельсовета.
С 1926 года вновь в составе Антомановского сельсовета.
С 1927 года в составе Пашского района. В 1927 году население деревни составляло 166 человек.
С 1928 года вновь в составе Доможировского сельсовета.
Согласно карте Ленинградской области Северо-западного аэрогеодезического треста ГГУ издания 1932 года деревня называлась Антомоново в деревне находилась часовня.
По данным 1933 года деревня Антоманово входила в состав Доможировского сельсовета Пашского района.

Деревня Антомоново на карте РККА 1940 года

На 1 января 1950 года в деревне числилось 21 хозяйство и 48 жителей.
С 1955 года в составе Новоладожского района. В 1955 году население деревни составляло 41 человек.
С 1963 года в составе Волховского района.
По данным 1966 и 1973 годов деревня называлась Антомоново и входила в состав Доможировского сельсовета Волховского района.
По данным 1990 года деревня Антомоново входила в состав Доможировского сельсовета Лодейнопольского района.
В 1997 году в деревне Антомоново Доможировской волости проживали 8 человек, в 2002 году — также 8 человек (все русские).
С 1 января 2006 года в составе Вахновакарского сельского поселения.
В 2007 году в деревне Антомоново Вахновокарского СП проживали 6 человек, в 2010 году — 8.
С 2012 года в составе Доможировского сельского поселения.

## География
Деревня расположена в западной части района к северу от автодороги Р21 (E 105) «Кола» (Санкт-Петербург — Петрозаводск — Мурманск).
Расстояние до административного центра поселения — 4 км.
Расстояние до ближайшей железнодорожной станции Оять-Волховстроевский — 7,5 км.
Деревня находится на обоих берегах реки Кислая Оять.

## Демография
| 1838 | 1862 | 1950 | 1997 | 2007 | 2010 | 2014 |
| ---- | ---- | ---- | ---- | ---- | ---- | ---- |
| 131  | ↗150 | ↘48  | ↘8   | ↘6   | ↗8   | ↘6   |
| 2017 |      |      |      |      |      |      |
| ↗7   |      |      |      |      |      |      |

### Национальный состав
Согласно данным Всероссийской переписи населения 2021 года в деревне проживали 9 человек, из них:
 русские — 7, остальные национальность не указали.

## Инфраструктура
По данным администрации Доможировского сельского поселения:
- на 1 января 2014 года в деревне было зарегистрировано 3 домохозяйства и 9 жителей[26].
- на 1 января 2021 года в деревне было зарегистрировано 4 домохозяйства и 8 жителей[27].